# Choralcello
Choralcello – hybrydowy instrument muzyczny, zawierał komponent akustyczny, podobny do pianina oraz instrument muzyczny z grupy elektrofonów elektromechanicznych.
Choralcello produkował dźwięki z dwóch różnych źródeł. Pierwszym były struny ułożone pionowo, jak w pianinie, uderzane młoteczkami lub poruszane elektromagnetycznie. Drugim systemem był, podobnie jak w telharmonium, zestaw generatorów prądu o tarczowych wirnikach. Instrument posiadał dwie klawiatury: 64-klawiszową kontrolującą część akustyczną instrumentu i 88-klawiszową kontrolującą część akustyczną i elektroniczną równocześnie. Instrument posiadał dodatkowo szereg pedałów i przełączników, na podobieństwo tradycyjnych organów. Choralcello na wzór pianoli miało możliwość odtwarzania muzyki mechanicznej z papierowej taśmy.
Mechanizm elektromechaniczny choralcello wypełniał sporej wielkości pomieszczenie i zwykle montowany był w piwnicy budynku, podczas gdy konsola zwierająca element akustyczny, klawiaturę, sterowniki i głośniki montowane były w pomieszczeniu, w którym odtwarzano muzykę. Mimo swych sporych rozmiarów w porównaniu do poprzednika - telharmonium - mógł być uznany za instrument miniaturowy.
Urządzenie zostało opatentowane w 1888, a pierwszy egzemplarz zaprezentowany w 1909. Sprzedano przynajmniej sześć egzemplarzy i używane były do wczesnych lat pięćdziesiątych. Do dzisiejszych czasów przetrwały dwa funkcjonujące egzemplarze.